# Bar gay

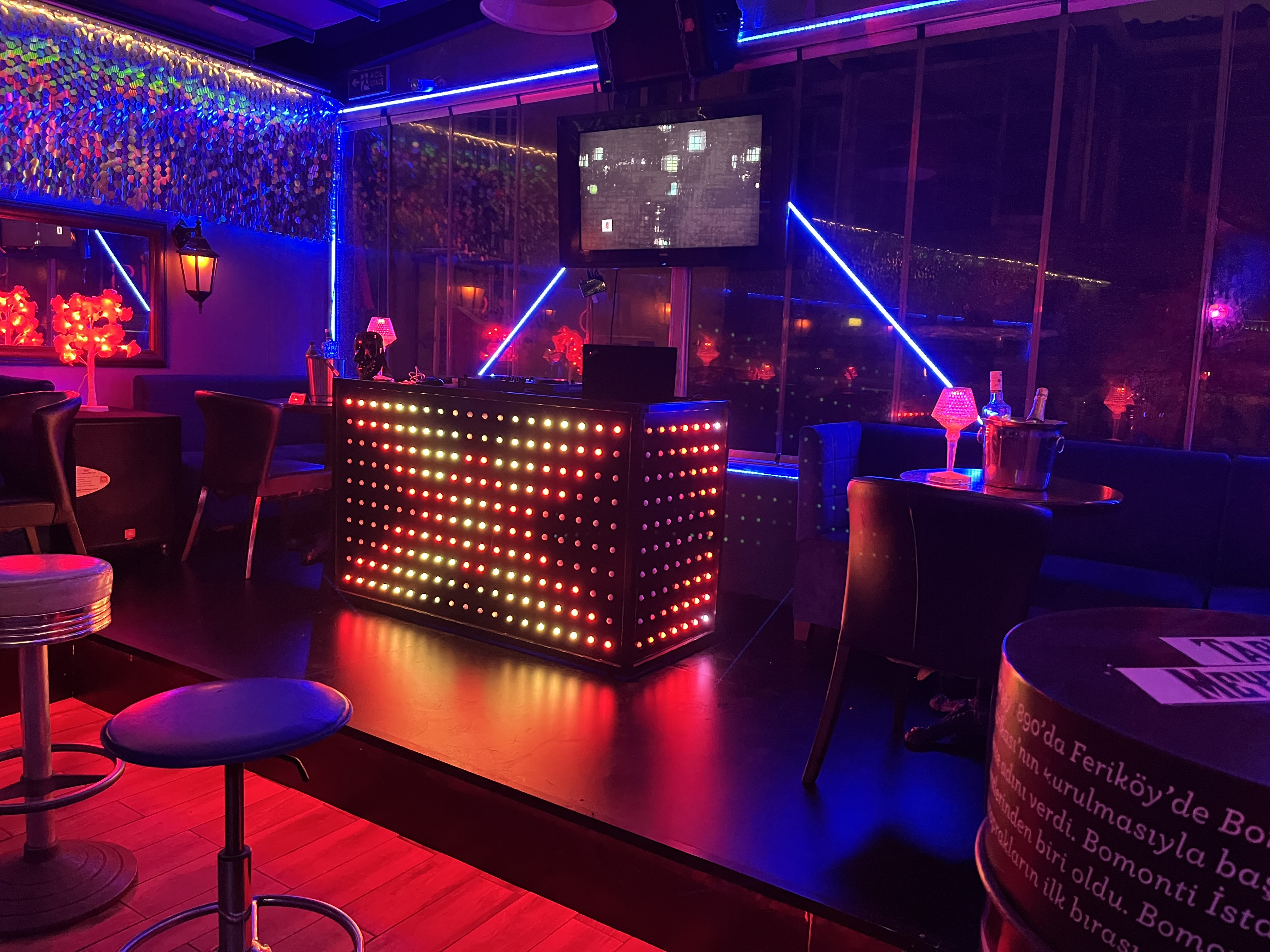
Bar Gay à Istanbul

Un bar gay est un bar dont la clientèle est exclusivement, ou est de manière prépondérante, gay ou lesbienne, et qui est souvent l'épicentre de la culture gay. Il ne faut cependant pas les confondre avec les bars gay-friendly qui sont simplement des lieux où l'homosexualité est admise sans concession.

## Histoire
Les premiers bars gays apparaissent dans la première moitié du XVIIIe siècle, à Londres et à Paris, sous forme de tavernes fréquentées par des hommes homosexuels ; dans celles-ci, les clients pratiquent inversion des genres et travestissement en parodiant d'autres espaces de sociabilité, en particulier la cour, le couvent et la franc-maçonnerie. Toutefois, ces lieux ne sont  identifiables comme spécifiquement homosexuels que par bouche à oreille et les nouveaux clients doivent utiliser des codes pour signifier qu'ils sont présents sur les lieux pour rechercher spécifiquement des relations avec d'autres hommes.
Dans les années 1960 se crée le premier syndicat LGBT au monde, la Tavern Guild, qui regroupe des tenanciers de bars gays de San Francisco visant à faire arrêter les raids policiers dont ils sont victimes. C'est l'un de ces raids qui donne lieu, en 1969 à New York, aux émeutes de Stonewall.
Depuis le début du XXIe siècle, de nombreux bars gays ferment : 37% des bars gays des États-Unis qui existaient en 2007 étaient fermés en 2019. Une hypothèse avancée est qu'avec le développement des réseaux sociaux et l'acceptation croissante des homosexuels dans la société, leur importance dans la communauté gay a diminué significativement.

## Contexte
Les bars gays, comme les autres espaces LGBT, sont nés du besoin pour les personnes gays et lesbiennes d'échapper à un contexte hétéronormatif qui les persécutaient, en particulier de la part de la police,. Toutefois, cette liberté est à double tranchant : en effet, dans les sociétés homophobes, la relative visibilité des bars gays en fait aussi des cibles privilégiées des raids policiers, et être arrêté dans ce bar signifie être publiquement identifié comme homosexuel dans la presse.
- Si vous ne connaissez pas le sujet, laissez ce bandeau (vous pouvez alors contacter les auteurs).
- Si vous supprimez le contenu mis en cause (vous pouvez préalablement contacter les auteurs),

argumentez précisément cette suppression dans la page de discussion
(un manque de référence n'est pas un argument ; une recherche réelle de référence doit avoir été effectuée, être formellement documentée).
Comme la plupart des bars et pub, les bars gay peuvent être classés du minuscule bar à cinq places de Tokyo au plus grand bar multi-niveaux avec plusieurs zones distinctes, et plusieurs dancefloor. Le seul critère pour en faire partie est la clientèle visée par le bar. Pendant que de nombreux bars gay ciblent la communauté gay et lesbienne, certains (anciens ou très populaires) bars sont devenus des bars gay malgré eux.
La vente d'alcool est la première source de revenus des bars gay. À l'instar des bars sans clientèle précise, les bars gay servent de lieux de rencontre et jouent un rôle très important dans la vie de la communauté gay, où le principal but de la clientèle est la détente et les rencontres. Comme les autres clubs, les bars gay usent souvent de flyers, distribués dans la rue, ou déposés dans les magasins gay ou gay-friendly, ou même dans d'autres clubs ou bars, pour faire la publicité de leur établissement, et des différents événements qu'ils organisent. Ces flyers sont souvent illustrés par des images provocantes. Des danseurs appelés Go-Go dancer sont engagés et dansent souvent sur des podiums ou dans des cages. Certains bars et clubs gays comportent une ou plusieurs backrooms, des pièces peu éclairées ou des couloirs dans lesquels des relations sexuelles peuvent avoir lieu.
Les bars gays et les discothèques excluent parfois des personnes en raison de leur sexe. Certains établissements n'acceptent que des individus d'un sexe, comme les bars gays BDSM ou fétichistes, où dans les établissements qui font leur attrait principal des relations sexuelles. D'un autre côté, les bars gays accueillent souvent les personnes transgenres et travesties, et les spectacles de Drag queens sont courants dans bien des bars réservés aux hommes.